# Divya Mehra
Divya Mehra est une artiste canadienne née en 1981.

## Biographie
Divya Mehra étudie à l'Université du Manitoba, à Winnipeg, et à l'Université Columbia à New York  où elle obtient sa maîtrise en beaux-arts en 2008. 

Divya Mehra, Dangerous Women (Blaze of Glory), 2017, image numérique. Cette œuvre est la première commande d'Art + Feminism.

Dans son travail, Mehra travaille avec les thèmes d'altérité, de race, de diversité et de marginalité. À l'aide de techniques multimédia, ainsi que par l'installation, la photographie, la vidéo, la sculpture et des écrits, Mehra fait référence à l'opposition entre l'Orient et l'Occident, la culture, et la politique pour attirer l'attention sur les questions entourant le sexe, la race et l'identité.
Dans son exposition de 2017, Vous devez leur dire que je ne suis pas raciste, Mehra a installé plus de 25 œuvres textuelles qui traitaient des questions de race et de représentation. Les œuvres textuelles étaient rédigées en anglais, en hindi et en français.
Exposée dans plusieurs galeries, autant nationales qu'internationales, elle a été nommée pour un prix Sobey en 2017,.
En 2016, Mehra a reçu une subvention à long terme du Conseil des arts du Canada, une subvention de production du Conseil des arts du Manitoba et une subvention pour artiste du Winnipeg Arts Council. En 2015, elle fait partie de la liste des finalistes du Glenfiddich Art Award et, en 2013 et 2014, de la liste préliminaire des nominations pour le Prix Sobey pour les arts. Personne d’influence au sein de la communauté artistique de sa Winnipeg natale, Mehra a siégé au conseil d’administration de Plug In ICA de 2010 à 2016, en plus d’assurer la présidence du gala annuel de financement du Plug In durant toutes ces années. De 2011 à 2015, elle était aussi membre du collectif de commissaires du WNDX Festival of Moving Image.  
En 2022, elle est la récipiendaire du prix Sobey pour les arts.

## Expositions
Au cours de la dernière décennie, Mehra a bien établi sa présence en se bâtissant un solide dossier d’expositions individuelles et collectives, tant au Canada qu’à l’étranger. En 2012, ses œuvres ont fait partie de la grande exposition d’art contemporain canadien intitulée Oh, Canada, organisée par le MASS MoCA à North Adams, au Massachusetts, aussi présentée en tournée au Centre des arts de la Confédération à Charlottetown (2014) et au Glenbow Museum à Calgary (2015). En 2017, en tant que finaliste du Prix Sobey pour les arts, Mehra a participé à l’Exposition du Prix Sobey pour les arts qui avait lieu à l’Art Museum de l’Université de Toronto. Parmi les autres expositions notoires de l’artiste au cours des dernières années, mentionnons : Blue State, Night Gallery, Los Angeles, (2018); In This Place Where The Guest Rests, Franklin Street Works, Stamford, Connecticut (2018); GLUT, Belkin Art Gallery, Université de la Colombie-Britannique, Vancouver, Canada (2018); Isolated Landscapes, Platform: center for photographic + digital arts, Winnipeg, Canada (2017); Photophobia, Art Gallery of Hamilton, Ontario (2017); Win Last, Don't Care, Musée des beaux-arts de l’Ontario, Toronto (2017); Propped, Oakville Galleries, Oakville (2017); Punching Up, Richard & Dolly Maass Gallery, SUNY Purchase College, New York (2017); Yonder [en tournée], University of Waterloo Art Gallery, et Koffler Gallery, Toronto (2016); A Curious Blindness, Miriam and Ira D. Wallach Gallery, Columbia University, New York (2015); Streaming, Schleifmühlgasse, Vienne, Autriche (2015); Between Us, The Banff Centre for the Visual Arts, Banff, Alberta (2015); Emerald City, The Gateway Center, Newark (2014); Disfiguring Identity: Art, Migration and Exile Symposium, Surrey Art Gallery, Surrey (2014); et Salaam Bombay [en tournée], Twelve Gates Gallery, Philadelphie, États-Unis (2013), et ART ASIA Miami (2012).

## Œuvres
Le travail de Divya Mehra s’inscrit dans les traditions de l’art de l’idée et de l’art conceptuel faisant appel au langage. Elle exerce une forme essentielle d’engagement dans un cadre culturel de production et de réception des images, qui forme sa principale voie d’exploration. Les premières œuvres qui l’ont fait connaître sont de courtes vidéos qui, souvent, montrent une performance réalisée par l’artiste elle-même dans des scènes, ou en juxtaposition avec de telles scènes, conjuguant des sons et des images que l’artiste s’est appropriés et qui présentent un contenu à teneur raciale ou, de fait, ouvertement raciste, comme dans le cas de Frieda Pinto is a Real Chapati (2009) ou de The Joke (2009).
Dans The Importance of Being Earnest (2009, couleur, stéréo, 2 min 41 s), Mehra mime la version karaoké de la populaire et – du moins en surface – inspirante chanson A Whole New World du film d’animation Aladdin, tandis que derrière elle les images défilent, devenant de plus en plus violentes. Elle décrit cette œuvre comme une « juxtaposition humoristique d’une chanson populaire de Disney et d’images photographiques trouvées [qui] composent le portrait troublant d’une société raciste, injuste et cruelle. »  L’humour fait en effet partie intégrante de cette œuvre. Du moins, la vidéo s’amorce sur un ton léger, ce qui rend encore plus bouleversantes et troublantes les implications de cet antagonisme entre la performance du personnage incarné par Mehra et les réalités brutales auxquelles est confronté le spectateur. Mehra a pris il y a plusieurs années la décision réfléchie d’arrêter de faire de la vidéo dans le but de se retirer de sous les projecteurs, pour ainsi dire, et de commencer à se concentrer de façon plus exclusive aux structures et significations du langage qui, selon ce qu’elle convient au cours d’un entretien avec John G. Hampton en 2014, pourrait bien être considéré comme son « principal moyen d’expression, même si c’est en interaction avec d’autres techniques. » À cet égard, elle explique comment « cet espace où je peux transformer à l’infini le texte pour en faire des blagues, des syllogismes (entre autres) qui (souvent) oscillent entre des langages multiples, est probablement l’un des aspects les plus expérimentaux et les plus agréables de ma pratique artistique. C’est au sein de ces espaces (les œuvres textuelles...) que je parviens brièvement à jouir d’une certaine autonomie. »
Son projet de 2010, The Adversity of Exclusion can be made to go hand in hand with the Gifts of Inclusion (l’adversité de l’exclusion peut aller main dans la main avec les bienfaits de l’inclusion), est un exemple probant de la façon dont Mehra utilise le langage de façon directe pour faire valoir ses significations plus vastes sur les plans socioculturel et politique. Dans ce projet, l’artiste a créé des panneaux (sérigraphies sur styrène) qui ont été posés sur les côtés des autobus du système de transport en commun de Winnipeg : sur un côté, en lettres majuscules bleues bordées de blanc, est écrit « YOU LOSE » (tu perds) et sur l’autre « I WIN » (je gagne). L’exposition de ces maximes à la fois très communes et pourtant antagonistes dans la sphère publique représente bien le « don » des mots de Mehra; celui d’évoquer – en même temps que de décortiquer de manière critique – la manière dont l’emploi du langage forme la base des relations systémiques et structurelles plus vastes au sein de la société, que ce soit dans le Canada natal de l’artiste, dans l’Inde d’avant et d’après la partition qu’ont connue ses parents, ou dans l’espace diasporique entre ces deux réalités. Son œuvre est profondément imprégnée de son expérience dans ces trois grands domaines d’exploration, notamment du racisme auquel elle a fait face au cours de son enfance à Winnipeg et qu’elle continue de rencontrer dans son parcours dans le monde de l’art et de ses institutions. Cela étant dit, bien que sa production soit souvent décrite comme étant « au sujet » de l’identité raciale, sa pratique de l’art touche à des préoccupations plus étendues. Par sa façon d’exposer les dichotomies et les significations apparemment neutres du langage et des images, elle provoque une ouverture sur un champ beaucoup plus vaste de questions sémiotiques dans lequel l’individu – quelles que soient ses origines – est « toujours déjà » impliqué. Dans cette perspective, ses œuvres exposent au grand jour les structures du pouvoir sur lesquelles les discours culturels et politiques dominants fondent un certain ordre des choses, partant des paradigmes de l’histoire, des conquêtes et d’idéologies opposées. Dans ce contexte, les conséquences d’avoir gagné (I WIN) ou perdu (YOU LOSE) se reportent dans le présent sous forme de préjudice, de marginalisation, de profilage et de stéréotypes culturels.
Son œuvre textuelle There are Greater Tragedies (2014) transmet ouvertement ce type d’anxiété par rapport à « l’autre » dans le message suivant où il est écrit, en lettres majuscules : « MY ARRIVAL IS YOUR UNDOING » (mon arrivée est votre perte). Il est primordial de remarquer ici que, même si c’est sûrement implicite, l’artiste ne précise pas « qui » arrive ni « qui » court à sa perte. Le spectateur est laissé à lui-même pour remettre ces mots en contexte en fonction de sa propre compréhension et de sa propre vision du monde et de la place qu’il y occupe, en se fiant selon les cas à une myriade de sources d’information, allant des médias de masse aux médias sociaux, en passant par les communautés formées par ses amis réels et virtuels, les pairs, les « experts » et les influenceurs.
Une branche particulière de la production de Mehra au cours de la dernière décennie traite de l’histoire de l’Asie du Sud et des violences coloniales qu’elle a subies, notamment de l’Inde d’où vient sa mère et du Pakistan du côté de son père, avant que sa famille ne soit forcée de quitter le pays pour aller en Inde suivant la partition de 1947. Les tensions entre ces deux pays constituent un sujet que l’artiste a littéralement « rapatrié » dans sa photographie de 2010 The Pleasure in Hating (le plaisir de haïr), qui montre sa mère et son père assis dans le salon de leur demeure et portant chacun un chandail indiquant en lettres majuscules blanches leur pays d’origine : le Pakistan pour lui (chandail bleu), l’Inde pour elle (en rouge).
Dans There’s just not enough to go around (2011) (il n’y en a tout simplement pas assez pour tout le monde), Mehra a fait un gâteau – un vrai – rectangulaire garni d’un glaçage blanc et de décorations habituelles, sur lequel elle a tracé une carte des frontières de ce qui est identifié sur le gâteau lui-même comme étant le « Kashmir » (le Cachemire). La description des matériaux de l'œuvre se lit ainsi : « gâteau blanc avec fruits, remplissage de crème pâtissière et garniture fouettée, table de salon britannique d’environ 1890, dimensions variables. » Au fil de l’exposition, le gâteau se sépare littéralement en parties et pourrit, au-delà de tout espoir de réparation (et certainement de consommation), offrant une analogie tant graphique qu’organique avec la violence perpétrée dans cet état contesté et tout autour, pour une possession revendiquée à la fois par le Pakistan et par l’Inde depuis la chute du Raj britannique.

## Publications
- Divya Mehra défait le blanc sur blanc. Art canadien. par Vidal Wu (2017)[8].
- Verser de l'eau sur un homme qui se noie. Winnipeg: As We Try and Sleep Press, 2014[9],[10].
- Quittez, Inde. Winnipeg: PLATEFORME, 2013[11],[12].